# Mariluoto (ö i Finland)
Mariluoto är en ö i Finland. Den ligger i sjön Ala-Siikajärvi och i kommunen Kuopio (tidigare Juankoski) i den ekonomiska regionen  Nordöstra Savolax ekonomiska region  och landskapet Norra Savolax, i den centrala delen av landet, 400 km nordost om huvudstaden Helsingfors. Öns största längd är 70 meter i nord-sydlig riktning.